# Вишневский, Юрий Рудольфович
Ю́рий Рудо́льфович Вишне́вский (род. 15 марта 1938, Одесса, УССР, СССР) — советский и российский социолог, специалист по социологии молодёжи, социологии образования и социологии культуры. Доктор философских наук, профессор.

## Биография
Родился в семье военного врача Рудольфа Вениаминовича Вишневского (1909—1979) и Юлии Львовны Брейман (1910—1973). Дед, Лев Яковлевич Брейман (1886—1938, расстрелян), уроженец Каменца-Подольского, был известным в городе адвокатом, редактором журнала «Вся Одесса»; бабушка — Адель Юльевна Брейман (?—1947) — также была юристом. Отец, будучи начальником лазарета 2-й отдельной механизированнойя бригады ДВК в Приморской области, во время рождения сына находился под арестом, но через год был освобождён, служил начальником прифронтовых госпиталей во время Великой Отечественной войны, а в 1945 году был назначен начальником госпиталя в Пушкине, где прошло детство Ю. Р. Вишневского. В 1952 году отца перевели в Благовещенск (где он был гравврачом Амурского областного кожно-венерического диспансера и заведовал курсом дерматовенерологии в Благовещенском медицинском институте), куда переехала вся семья, а в 1959 году — в Нижний Тагил. Мать работала медсестрой. Брат — Анатолий Рудольфович Вишневский (род. 1932), инженер, изобретатель в области металлургического производства и сталелитейного дела, научный сотрудник Уральского НИИ металлов. Сын — Сергей Юрьевич Вишневский, кандидат философских наук, доктор социологических наук, профессор кафедры социологии и социальных технологий управления УрФУ имени Первого Президента России Б. Н. Ельцина.
В 1960 году окончил историко-филологический факультет Благовещенского государственного педагогического института имени М. И. Калинина по специальности «учитель русского языка, литературы и истории».
В 1960—1963 годы работал учителем истории и обществоведения в школе рабочей молодёжи в Нижнем Тагиле.
В 1963—1982 годы преподавал марксистско-ленинскую философию в Нижнетагильском государственном педагогическом институте, в 1976—1981 годах — декан художественно-графического факультета там же.
В 1968 году защитил диссертацию на соискание учёной степени кандидата философских наук по теме «Изучение культурного уровня рабочей молодёжи как социологическая проблема». В 1981 году защитил диссертацию «Становление и развитие единства социалистической культуры и критика буржуазных теорий „единой культуры“» на соискание учёной степени доктора философских наук
В 1982—2009 годы — профессор и заведующий кафедрой научного коммунизма, переименованной в 1987 году в кафедру актуальных проблем социализма, в 1988 году — в кафедру социологии и политологии, а впоследствии в кафедру социологии и социальных технологий управления Уральского государственного технического университета, с 2009 года по настоящее время — профессор и заведующий кафедрой социологии и социальных технологий управления Уральского федерального университета имени первого Президента России Б. Н. Ельцина.
В 2001—2006 годы — председатель Совета по защите кандидатских диссертаций при УГТУ-УПИ, а также член Совета по защите докторских диссертация при УрГУ.
Вице-президент Российского общества социологов. Бессменный председатель организационного комитета «Уральских социологических чтений». Действительный член Академии гуманитарных наук и Международной педагогической академии. Эксперт Государственного Совета РФ по молодёжной политике. Автор концепций УГТУ-УПИ по гражданскому и патриотическому воспитанию студентов и внеучебной работы в вузе.
Подготовил 2 докторов наук и 30 кандидатов наук.
Автор 500 научных работ, включая 24 монографии.

## Награды
- Медаль ордена «За заслуги перед Отечеством» II степени (1977)
- Медаль имени Питирима Сорокина (2009)
- Медаль «За вклад в развитие российского социологического образования» (2009)
- Медаль «Заслуженный деятель российского общества социологов» (2010)
- Медаль «За вклад в развитие местного самоуправления» (2012)
- Медаль «За честь и славу России» (2012)
- Нагрудный знак «Отличник Народного просвещения РСФСР» (1977)
- Знак отличия Свердловской области «Совет да любовь» (2013)
- Премия Правительства РФ в области образования (2005).
- Почётное звание «Лучший профессор УрФУ» (2012) в номинации социально-экономические дисциплины

## Научные труды

### Диссертации
- Вишневский Ю. Р. Изучение культурного уровня рабочей молодёжи как социологическая проблема / Автореферат дисс. на соискание учен. степени канд. философ. наук. — Свердловск: Уральский гос. ун-т им. А. М. Горького, 1968. — 23 с.

### Монографии
- Коган Л. Н., Вишневский Ю. Р. Очерки теории социалистической культуры / Уральск. науч. центр АН СССР. Ин-т экономики. Сектор социологии культуры. — Свердловск: Средне-Уральское книжное издательство, 1972. — 169 с.
- Вишневский Ю. Р. Подлинное и мнимое единство культуры: (Единая социология культура и буржуазные концепции единой культуры). — М.: Знание, 1974. — 62 с. — (Новое в жизни, науке, технике. Серия "Науч. коммунизм" 7).
- Коган Л. Н., Вишневский Ю. Р., Шапко В. Т. Политическая культура развитого социализма: проблемы и опыт. — Свердловск: Средне-Уральское книжное издательство, 1982. — 173 с. — (Знание - убеждение - действие).
- Вишневский Ю. Р. Ради чего мы работаем: социологический очерк. — Свердловск: Средне-Уральское книжное издательство, 1988. — 176 с. — (Человек. XX в.). — 4000 экз. — ISBN 5-7529-0088-3.
- Вишневский Ю. Р., Шапко В. Т. Социология: курс лекций для техн. вузов / Ю. Р. Вишневский, В. Т. Шапко; Урал. гос. техн. ун-т и др.. — 2-е изд., доп. и испр. — Екатеринбург: УГТУ-УПИ, 1997. — 278 с.
- Вишневский Ю. Р., Шапко В. Т. Социология: курс лекций для техн. вузов. — Екатеринбург: УГТУ, 2000. — 278 с.
- Вишневский Ю. Р., Шапко В. Т., Коробейникова А. П. Культурные запросы населения и оптимизация управления деятельностью учреждений культуры: Информ.-аналит. материалы социол. исслед. (Свердл. обл., лето-осень, 2003 г.) / Федер. агентство по культуре и кинематографии, Гос. Рос. Дом нар. тв-ва, М-во культуры Правительства Свердл. обл., Свердл. гос. обл. Дворец нар. тв-ва. — М.: Гос. Рос. дом. нар. творчества, 2005. — 110 с. — ISBN 5-98612-009-4.
- Вишневский Ю. Р., Шапко В. Т. Социология: учеб. пособие : курс лекций для техн. вузов / Федер. агентство по образованию, Урал. гос. техн. ун-т-УПИ, Урал. отд-ние Рос. о-ва социологов. — 3-е изд., перераб. и доп. — Екатеринбург: УГТУ-УПИ, 2008. — 280 с.
- Вишневский Ю. Р., Зборовский Г. Е., Шапко В. Т. Уральские социологи в общероссийском социологическом пространстве / Рос. о-во социологов, Урал. отд-е, Урал. гос. техн. ун-т-УПИ имени первого первого Президента России Б. Н. Ельцина, Гуманитар. ун-т (г. Екатеринбург). — Екатеринбург: УГТУ-УПИ, 2008. — 71 с.
- Вишневский Ю. Р., Дидковская Я. В., Певная М. В. Проблемы профессионального самоопределения молодежи: анализ ценностных ориентаций и профессиональных стратегий. Информационно-аналитический отчет. — Екатеринбург: УрФУ, 2011. — 167 с. — 300 экз. — ISBN 978-5-8295-0082-5.
- Певная М. В., Вишневский Ю. Р., Дидковская Я. В., Качайнова Н. Б. Профессиональный имидж и престиж социальной работы: монография / Под ред. д-ра филос. наук, проф. Ю. Р. Вишневского. — Екатеринбург: УрФУ, 2011. — 184 с. — 300 экз.
- Вишневский С. Ю., Вишневский Ю. Р. Стратегическое планирование: учебное пособие для студентов, обучающихся по направлению 081100 — Государственное и муниципальное управление. — Екатеринбург: УрФУ, 2012. — 114 с. — ISBN 978-5-321-02173-6.
- Вишневский Ю. Р., Нахов Д. Ю. Социология молодёжи: курс лекций : учебное пособие для студентов, обучающихся по направлению подготовки 040700 "Организация работы с молодёжью" / М-во образования и науки Российской Федерации, Уральский федеральный университет им. первого Президента России Б. Н. Ельцына, Ин-т физической культуры, спорта и молодёжной политики. — Екатеринбург: Изд-во Уральского ун-та, 2013. — 245 с. — ISBN 978-5-7996-1077-7.
- Вишневский Ю. Р., Багирова Т. Б., Белова О. Р., Вишневский С. Ю. Планирование и прогнозирование : учебно-методическое пособие для студентов, обучающихся по программам магистратуры по направлению подготовки 081100.68 Государственное и муниципальное управление / М-во образования и науки Российской Федерации, Уральский федеральный ун-т им. первого Президента Росси Б. Н. Ельцина, [Ин-т госуправления и предпринимательства]. — Екатеринбург: УМЦ УрФУ, 2014. — 258 с. — (Будущий чиновник — чиновник будущего). — ISBN 978-5-8295-0315-4.
- Вишневский Ю. Р., Зборовский Г. Е. Уральские социологические чтения: историко-социологическое исследование: монография / М-во образования и науки Российской Федерации, Уральский федеральный ун-т им. Первого Президента России Б. Н. Ельцина, Российское о-во социологов, Уральское отд-ние. — Екатеринбург: Изд-во Уральского ун-та, 2015. — 174 с. — ISBN 978-5-7996-1422-5.

### Статьи
- Вишневский Ю. Р., Рубина Л. Я. Социальный облик студенчества 90-х годов // Социологические исследования. — 1997. — № 10. — С. 56—69.
- Боронина Л. Н., Вишневский Ю. Р., Пучков А. Я. Исследование девиантных форм поведения студенческой молодежи Свердловской области // Университетское управление. — 1999. — № 3—4(10-11). — С. 38—48.
- Банникова Л. Н., Вишневский Ю. Р., Дидковская Я. Б. Исследование проблем профессионального самоопределения студенчества Свердловской области // Университетское управление. — 2000. — № 2 (13). — С. 74—80.
- Вишневский Ю. Р., Шапко В. Т. Студент 90-х — социокультурная динамика // Социологические исследования. — 2000. — № 12. — С. 56—63.
- Вишневский Ю. Р., Шапко В. Т. Образование в трансформирующемся обществе: вызовы XXI века // Учёные записки НТГСПА, 2006: сб. статей / Нижнетагил. гос. соц.-пед. акад., М-во образования и науки Рос. Федерации, Федер. агентство по образованию ; ред. В. И. Смирнов. — Нижний Тагил: НТГСПА, 2001. — 81 с. — ISBN 5-8299-0083-1.
- Боронина Л. Н., Вишневский Ю. Р., Дидковская Я. В., Минеева С. И. Адаптация первокурсников: проблемы и тенденции // Университетское управление. — 2001. — № 4 (19). — С. 65—69.
- Вишневский Ю. Р. XV Уральские чтения // Социологические исследования. — 2005. — № 7. — С. 140—141.
- Вишневский Ю. Р., Шапко В. Т. Парадоксальный молодой человек // Социологические исследования. — 2006. — № 6. — С. 26—36.
- Вишневский Ю. Р., Дорофеева Е. В., Шапко В. Т. Современный читатель: социологический анализ // Homo legens в прошлом и настоящем: материалы Всерос. науч.-практ. конф. (23-24 мая 2007 г., г. Н. Тагил) / М-во образования и науки Рос. Федерации, Федер. агентство по образованию, Нижнетагил. гос. соц.-пед. акад., Соц.-гуманит. ин-т, Худож.-граф. фак., Науч. б-ка; отв. ред. О. В. Рыжкова. — Нижний Тагил: НТГСПА, 2007. — 381 с. — ISBN 978-5-8299-0090-8.
- Вишневский Ю. Р., Шапко В. Т. Социализация и адаптация — системное качество молодёжи // Ученые записки НТГСПА, 2007: сб. статей / Нижнетагил. гос. соц.-пед. акад., М-во образования и науки Рос. Федерации, Федер. агентство по образованию ; ред. В. И. Смирнов. — Нижний Тагил: НТГСПА, 2007. — 95 с. — ISBN 978-5-8299-0097-7.
- Вишневский Ю. Р. Идея культуры как стержневое понятие в творчестве Л. Н. Когана // Л. Н. Коган: Феномен многогранной творческой личности: материалы юбилейной конференции (Екатеринбург, 18 марта 2008 года) / Урал. отд-ние Рос. о-ва социологов, Урал. гос. ун-т им. А. М. Горького, Урал. гос. техн. ун-т — УПИ, Гуманитар. ун-т (г. Екатеринбург), Рос. гос. проф.-пед. ун-т ; ред. Ю. Р. Вишневский и др.. — Екатеринбург: Маска, 2008. — С. 5. — 252 с. — ISBN 978-5-91146-129-4.
- Вишневский Ю. Р. Смысл жизни, судьба и признание : социологическая концепция Л. Н. Когана // Л. Н. Коган: Феномен многогранной творческой личности: материалы юбилейной конференции (Екатеринбург, 18 марта 2008 года) / Урал. отд-ние Рос. о-ва социологов, Урал. гос. ун-т им. А. М. Горького, Урал. гос. техн. ун-т — УПИ, Гуманитар. ун-т (г. Екатеринбург), Рос. гос. проф.-пед. ун-т ; ред. Ю. Р. Вишневский и др.. — Екатеринбург: Маска, 2008. — С. 5. — 252 с. — ISBN 978-5-91146-129-4.
- Вишневский Ю. Р. Л. Н. Коган о проблеме призвания // Л. Н. Коган: Феномен многогранной творческой личности: материалы юбилейной конференции (Екатеринбург, 18 марта 2008 года) / Урал. отд-ние Рос. о-ва социологов, Урал. гос. ун-т им. А. М. Горького, Урал. гос. техн. ун-т — УПИ, Гуманитар. ун-т (г. Екатеринбург), Рос. гос. проф.-пед. ун-т ; ред. Ю. Р. Вишневский и др.. — Екатеринбург: Маска, 2008. — С. 8. — 252 с. — ISBN 978-5-91146-129-4.
- Вишневский Ю. Р. Судьба человека : жизнь и творчество Л. Н. Когана // Л. Н. Коган: Феномен многогранной творческой личности: материалы юбилейной конференции (Екатеринбург, 18 марта 2008 года) / Урал. отд-ние Рос. о-ва социологов, Урал. гос. ун-т им. А. М. Горького, Урал. гос. техн. ун-т — УПИ, Гуманитар. ун-т (г. Екатеринбург), Рос. гос. проф.-пед. ун-т ; ред. Ю. Р. Вишневский и др.. — Екатеринбург: Маска, 2008. — С. 14. — 252 с. — ISBN 978-5-91146-129-4.
- Вишневский Ю. Р., Шапко В. Т. Провинциализм – со знаком "минус" или "плюс"? – идеи Л. Н. Когана и современность // Л. Н. Коган: Феномен многогранной творческой личности: материалы юбилейной конференции (Екатеринбург, 18 марта 2008 года) / Урал. отд-ние Рос. о-ва социологов, Урал. гос. ун-т им. А. М. Горького, Урал. гос. техн. ун-т — УПИ, Гуманитар. ун-т (г. Екатеринбург), Рос. гос. проф.-пед. ун-т ; ред. Ю. Р. Вишневский и др.. — Екатеринбург: Маска, 2008. — С. 15. — 252 с. — ISBN 978-5-91146-129-4.
- Вишневский Ю. Р., Шапко В. Т. Творческое обновление теории культуры : идеи Л. Н. Когана о творчестве // Л. Н. Коган: Феномен многогранной творческой личности: материалы юбилейной конференции (Екатеринбург, 18 марта 2008 года) / Урал. отд-ние Рос. о-ва социологов, Урал. гос. ун-т им. А. М. Горького, Урал. гос. техн. ун-т — УПИ, Гуманитар. ун-т (г. Екатеринбург), Рос. гос. проф.-пед. ун-т ; ред. Ю. Р. Вишневский и др.. — Екатеринбург: Маска, 2008. — С. 17. — 252 с. — ISBN 978-5-91146-129-4.
- Вишневский Ю. Р., Шапко В. Т. Актуальные идеи Л. Н. Когана об актуальной культуре // Л. Н. Коган: Феномен многогранной творческой личности: материалы юбилейной конференции (Екатеринбург, 18 марта 2008 года) / Урал. отд-ние Рос. о-ва социологов, Урал. гос. ун-т им. А. М. Горького, Урал. гос. техн. ун-т — УПИ, Гуманитар. ун-т (г. Екатеринбург), Рос. гос. проф.-пед. ун-т ; ред. Ю. Р. Вишневский и др.. — Екатеринбург: Маска, 2008. — С. 18. — 252 с. — ISBN 978-5-91146-129-4.
- Вишневский Ю. Р., Шапко В. Т. Когана : единство социологического и культурологического подходов // Л. Н. Коган: Феномен многогранной творческой личности: материалы юбилейной конференции (Екатеринбург, 18 марта 2008 года) / Урал. отд-ние Рос. о-ва социологов, Урал. гос. ун-т им. А. М. Горького, Урал. гос. техн. ун-т — УПИ, Гуманитар. ун-т (г. Екатеринбург), Рос. гос. проф.-пед. ун-т ; ред. Ю. Р. Вишневский и др.. — Екатеринбург: Маска, 2008. — С. 20. — 252 с. — ISBN 978-5-91146-129-4.
- Вишневский Ю. Р., Шапко В. Т. Развитие в современной социологии идей Л. Н. Когана о развитии личности // Л. Н. Коган: Феномен многогранной творческой личности: материалы юбилейной конференции (Екатеринбург, 18 марта 2008 года) / Урал. отд-ние Рос. о-ва социологов, Урал. гос. ун-т им. А. М. Горького, Урал. гос. техн. ун-т — УПИ, Гуманитар. ун-т (г. Екатеринбург), Рос. гос. проф.-пед. ун-т ; ред. Ю. Р. Вишневский и др.. — Екатеринбург: Маска, 2008. — С. 21. — 252 с. — ISBN 978-5-91146-129-4.
- Вишневский Ю. Р., Миронова Н. О., Шапко В. Т. Что сбылось и не сбылось в прогнозе Л. Н. Когана о перспективах развития учреждений культуры до 2000 года // Л. Н. Коган: Феномен многогранной творческой личности: материалы юбилейной конференции (Екатеринбург, 18 марта 2008 года) / Урал. отд-ние Рос. о-ва социологов, Урал. гос. ун-т им. А. М. Горького, Урал. гос. техн. ун-т — УПИ, Гуманитар. ун-т (г. Екатеринбург), Рос. гос. проф.-пед. ун-т ; ред. Ю. Р. Вишневский и др.. — Екатеринбург: Маска, 2008. — С. 23. — 252 с. — ISBN 978-5-91146-129-4.
- Вишневский Ю. Р. Парадоксальный человек – Лев Наумович Коган // Л. Н. Коган: Феномен многогранной творческой личности: материалы юбилейной конференции (Екатеринбург, 18 марта 2008 года) / Урал. отд-ние Рос. о-ва социологов, Урал. гос. ун-т им. А. М. Горького, Урал. гос. техн. ун-т — УПИ, Гуманитар. ун-т (г. Екатеринбург), Рос. гос. проф.-пед. ун-т ; ред. Ю. Р. Вишневский и др.. — Екатеринбург: Маска, 2008. — С. 62. — 252 с. — ISBN 978-5-91146-129-4.
- Вишневский Ю. Р., Шапко В. Т. Актуальная культура современного российского студенчества : методология исследования // Учёные записки НТГСПА, 2008: сб. статей / Нижнетагил. гос. соц.-пед. акад., М-во образования и науки Рос. Федерации, Федер. агентство по образованию ; ред. В. И. Смирнов. — Нижний Тагил: НТГСПА, 2008. — С. 8. — 166 с.
- Зборовский Г. Е., Вишневский Ю. Р. Социология на Урале: особенности, достижения и проблемы // Социологические исследования. — 2008. — № 6. — С. 69—74.
- Вишневский Ю. Р., Шапко В. Т. Ценностные установки и ориентации студентов: типичное и повседневное // Сборник научных трудов преподавателей кафедры философских наук НТГСПА: посвящается памяти В. Т. Шапко / Федер. агентство по образованию, Нижнетагил. гос. соц.-пед. акад.; редколлегия: Н. Ю. Мочалова, Е. С. Казаков, Е. А. Витькина]. — Нижний Тагил: НТГСПА, 2009. — С. 143—172. — 248 с. — 100 экз. — ISBN 978-5-8299-0146-2.
- Вишневский Ю. Р., Трынов Д. В., Шапко В. Т. Гражданская культура студентов. Тенденции и проблемы формирования // Социологические исследования. — 2009. — № 4. — С. 108—116. Архивировано 8 декабря 2015 года.
- Вишневский Ю. Р., Вишневский С. Ю., Шапко В. Т. Л. Н. Коган о социологических проблемах культуры и личности 62 // Социологические исследования. — 2011. — № 8. — С. 62—72.
- Белова О. Р., Боронина Л. Н., Вишневский Ю. Р., Нархов Д. Ю. Валеологическая и физическая культура: теоретико-методологический анализ // Известия Уральского федерального университета. Серия 1 : Проблемы образования, науки и культуры. — Екатеринбург: Изд-во Урал. ун-та, 2013. — № 2 (113). — С. 123—131. — ISSN 2227-2275.
- Банникова Л. Н., Воронина Л. Н., Вишневский Ю. Р. Новые явления в ценностных ориентациях уральского студенчества // Социологические исследования. — 2013. — № 2. — С. 58—68.

### Научная редакция
- УГТУ-УПИ: люди, годы, проблемы. Профсоюзная жизнь / М-во высш. и сред. спец. образования РФ, Урал. гос. техн. ун-т ; отв. ред. Ю. Р. Вишневский. — Екатеринбург: УГТУ, 1997. — 576 с. — ISBN 5-230-17244-4.
- Социокультурный портрет молодого тагильчанина (семь лет спустя) / А. П. Багирова и др.; отв. ред. Ю. Р. Вишневский, В. Т. Шапко; Ком. по делам молодежи Адм. города, Нижнетагил. гос. пед. ин-т, Урал. гос. техн. ун-т. — Нижний Тагил: НТГПИ, 2000. — 123 с.
- Социальное самочувствие жителей среднего индустриального уральского города: материалы социологического исследования (Краснотурьинск, весна-лето 2003 г.) / М-во образования Рос. Федерации, Урал. гос. техн. ун-т и др.; [редкол.: Ю. Р. Вишневский (отв. ред.) и др.. — Екатеринбург ; Краснотурьинск, 2003. — 192 с.
- Профессиональная компетентность педагога: информационно-аналитический отчет по итогам социологического исследования / Ю. Р. Вишневский [и др.] ; Рос. о-во социологов, Междунар. пед. акад., Урал. гос. техн. ун-т-УПИ, Первоурал. металлург. техн. — Екатеринбург: УГТУ-УПИ, 2003. — 42 с.
- Студент–2003: информационно-аналитический отчет по материалам социологического исследования (март–июнь 2003 г.) / Н. И. Баженова и др.; редкол.: Ю. Р. Вишевский (отв. ред.) и др.; Свердл. Обком профсоюза работников нар. образования и науки Рос. Федерации, Ассоц. профсоюз. орг. студ. вузов Свердл. обл., Урал. отд-ние Рос. о-ва социологов, Програм. совет стратег. развития Екатеринбурга. — Екатеринбург, 2003. — 142 с.
- Актуальные проблемы социологии и менеджмента: общество – управление – образование – молодежь – культура: материалы V Всерос. конф. Вып. 2 / М-во образования Рос. Федерации, Урал. гос. техн. ун-т-УПИ, Фак. гуманит. образования, Каф. социологии и соц. технологий управления, Каф. менеджмента ; [редкол.: Ю. Р. Вишневский (отв. ред.), И. В. Котляровская, В. Т. Шапко (отв. за вып.). — Екатеринбург: УГТУ-УПИ, 2003. — 143 с.
- Актуальные проблемы социологии и менеджмента: общество – управление – образование – молодежь – культура: материалы V Всерос. конф. Вып. 6. / М-во образования и науки Рос. Федерации, Урал. гос. техн. ун-т-УПИ, Фак. гуманит. образования, Каф. социологии и соц. технологий упр.; редкол.: Ю. Р. Вишневский (отв. ред.), Г. Б. Кораблева, В. Т. Шапко (отв. за вып.). — Екатеринбург: УГТУ-УПИ, 2004. — 167 с. — ISBN 5-8057-0394-7.
- Социология молодежи: учеб. для вузов по спец. 040104 — Организация работы с молодежью / Ю. Р. Вишневский, В. Т. Шапко ; Федер. агентство по образованию, ГОУ ВПО Урал. гос. техн. ун-т. — Екатеринбург: УГТУ-УПИ, 2006. — 429 с. — ISBN 5-321-00913-9.
- Гуманитарное образование в современном российском вузе: материалы науч.-практ. конф., посвященные 30-летию фак. гуманит. образования УГТУ-УПИ / Федер. агентство по образованию, Урал. гос. техн. ун-т - УПИ, Фак. гуманит. образования ; редкол.: В. В. Запарий (отв. ред.), Ю. Р. Вишневский (ред.); В. Т. Шапко (ред.). — Екатеринбург: УГТУ-УПИ, 2006. — 295 с.
- Гражданская культура современного российского студенчества / Ин-т социологии Рос. акад. наук, Рос. о-во социологов, Урал. гос. техн. ун-т-УПИ; под ред. Ю. Р. Вишневского, В. Т. Шапко. — Екатеринбург: Маска, 2007. — 318 с. — ISBN 978-5-91146-110-2.
- Зайцева Е. В. Сексуальная культура жителей современного мегаполиса: монография / Е. В. Зайцева ; науч. ред. Ю. Р. Вишневский ; Федер. агентство по образованию, Урал. гос. техн. ун-т-УПИ. — Екатеринбург: УГТУ-УПИ, 2007. — 203 с. — ISBN 978-5-321-01207-9.
- Уральские социологи в общероссийском социологическом пространстве: научное издание / Федер. агентство по образованию, Рос. общества социологов. Урал. отд. ; ред.: Ю. Р. Вишневский, Г. Е. Зборовский, В. Т. Шапко.. — Екатеринбург: УрФУ имени первого Президента России Б. Н. Ельцина, 2008. — 219 с.

## Интервью
- Докторов Б. З. «Нам была присуща надежда, если правильно “объяснить” мир, его легче будет “изменить”» Интервью с Юрием Рудольфовичем Вишневским // Известия высших учебных заведений. Социология. Экономика. Политика. — 2015. — № 1. — С. 7—14.
- Иванова О. Верить в молодёжь, изучать молодёжь, доверять её мнению... // Дискуссия. — 2013. — № 1 (31).